# 絆 (腐男塾のアルバム)
「絆」（きずな）は2009年9月23日にリリースされた腐男塾の1stアルバム。発売元はテイチクエンタテインメント。

## 概要
通常盤と初回限定盤（初回限定盤A）（初回限定盤B）が発売された。初回限定盤AにはDVDが、初回限定盤Bには腐ォトブックが付属している。

## 収録曲

### 通常盤
1. 七常の腐器
  - 作詞/作曲：はなわ 編曲：成田忍
2. 俺の空
  - 作詞/作曲：はなわ 編曲：成田忍
3. 勝つんだ!
  - 作詞/作曲：はなわ 編曲：成田忍
4. ヲタキスト
  - 作詞/作曲：はなわ 編曲：成田忍
5. ヤッターマンの歌（Korean ver.）
  - 作詞：若林一郎 作曲：山本正之  編曲：成田忍
  - 山本正之のカバー。
6. 哀戦歌
  - 作詞/作曲：はなわ 編曲：成田忍
7. キミのものがたり
  - 作詞/作曲：はなわ 編曲：成田忍
8. 男坂（7人 ver.）
  - 作詞/作曲：はなわ 編曲：成田忍
9. 燃えてヒーロー
  - 作詞：吉岡治 作曲：内木弘  編曲：成田忍
  - 沖田浩之のカバー。
10. 17's☆STAR（7人 ver.）
  - 作詞/作曲：はなわ 編曲：成田忍
11. 絆
  - 作詞/作曲：はなわ 編曲：成田忍
12. 中野腐男子学園校歌
  - 作詞/作曲：はなわ 編曲：小林俊太郎

### 初回限定盤A
1. 七常の腐器
2. 俺の空
3. 勝つんだ!
4. ヲタキスト
5. ヤッターマンの歌（Korean ver.）
6. 哀戦歌
7. キミのものがたり
8. 男坂（7人 ver.）
9. 燃えてヒーロー
10. 17's☆STAR（7人 ver.）
11. 絆
12. 七常の腐器（livetune remix）
  - 作詞/作曲：はなわ 編曲：livetune

### 初回限定盤B
1. 七常の腐器
2. 俺の空
3. 勝つんだ!
4. ヲタキスト
5. ヤッターマンの歌（Korean ver.）
6. 哀戦歌
7. キミのものがたり
8. 男坂（7人 ver.）
9. 燃えてヒーロー
10. 17's☆STAR（7人 ver.）
11. 絆
12. 哀戦歌（livetune remix）
  - 作詞/作曲：はなわ 編曲：livetune